# Regente Feijó (São Paulo)
Regente Feijó é um município brasileiro do estado de São Paulo. Sua população estimada em 2024 era de 20.565 habitantes. O município é formado pela sede e pelo distrito de Espigão.

## Topônimo
Seu nome é uma homenagem a Diogo Antônio Feijó, primeiro regente uno do Império do Brasil.

## História
A história do município paulista de Regente Feijó está intimamente ligada à Estrada de Ferro Sorocabana, que inaugurou sua estação em Memória (nome primitivo do lugar, em alusão ao ribeirão Memória) em 1919, e possui como principais fundadores: Capitão Francisco Whitaker, Augusto Vieira, Antônio Vieira e Joaquim Lúcio Fortunato.
A fundação do município deu-se em 1922 (102–103 anos) quando a Companhia São Paulo-Mato Grosso, com a liderança de Francisco Whitaker, separou uma gleba de 10 alqueires, dividiu-as e vendeu-as, formando o Patrimônio Memória, justamente onde localizava-se um pouso de descanso e alimentação para peões e boiadas transportadas do Mato Grosso. Em 1925, o vilarejo, que até então possuía 30 casas, foi elevado a Distrito de Paz de Presidente Prudente.
A emancipação político-administrativa deu-se em 28 de junho de 1935 por decreto do então governador Armando de Sales Oliveira e o Coronel Augusto César Pires foi nomeado o primeiro prefeito. 

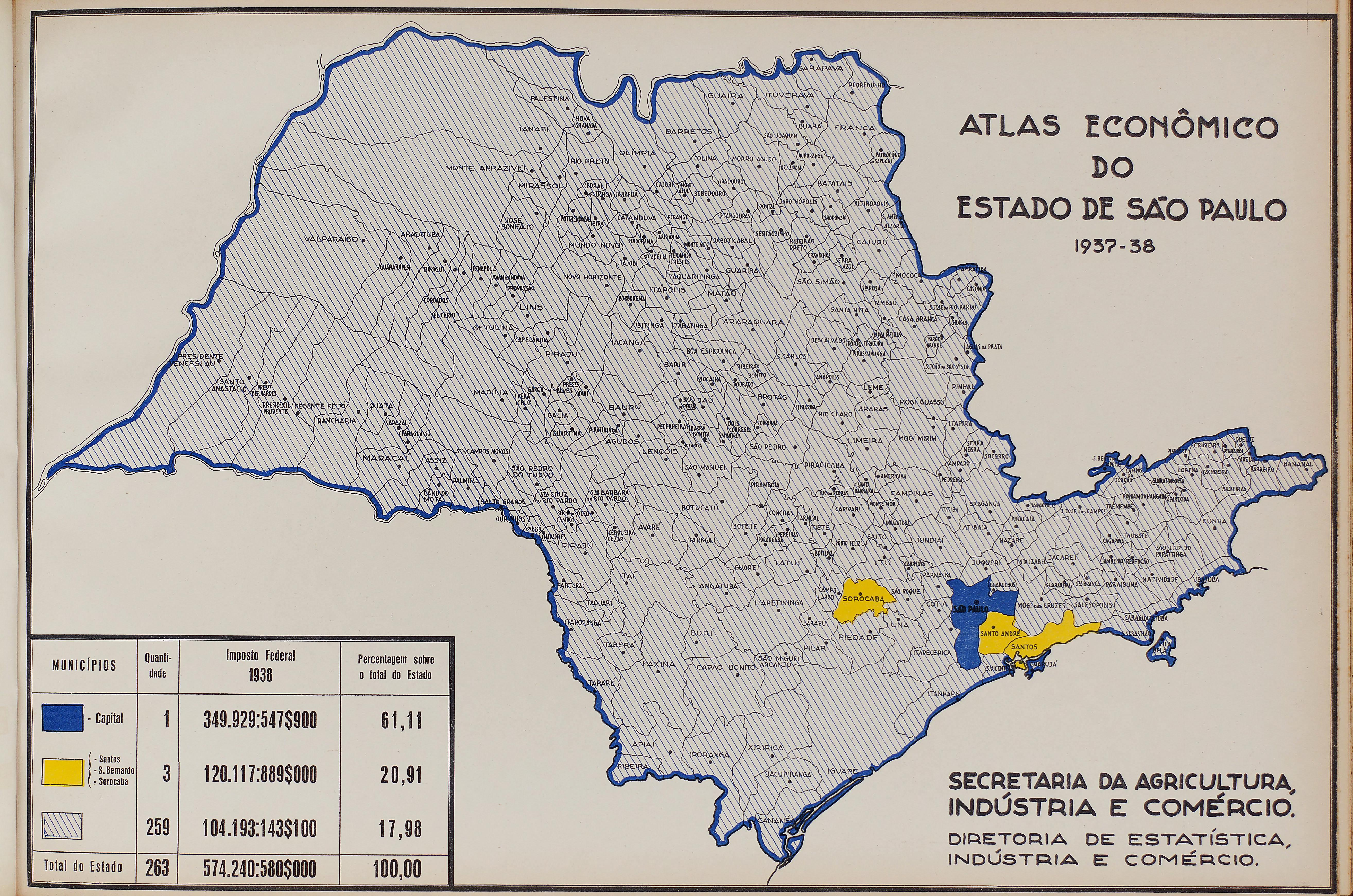
Estado de São Paulo (1937).

Após a criação do município de Regente Feijó, houve a incorporação do distrito de Espigão, antiga Mandaguari (1948), bairro (patrimônio) São Sebastião (pito aceso), e os desmembramentos dos seguintes distritos que obtiveram emancipação política: Martinópolis, antiga José Teodoro (1938), Indiana (1948), Caiabu (1953) e Taciba, antiga Formiga (1953).

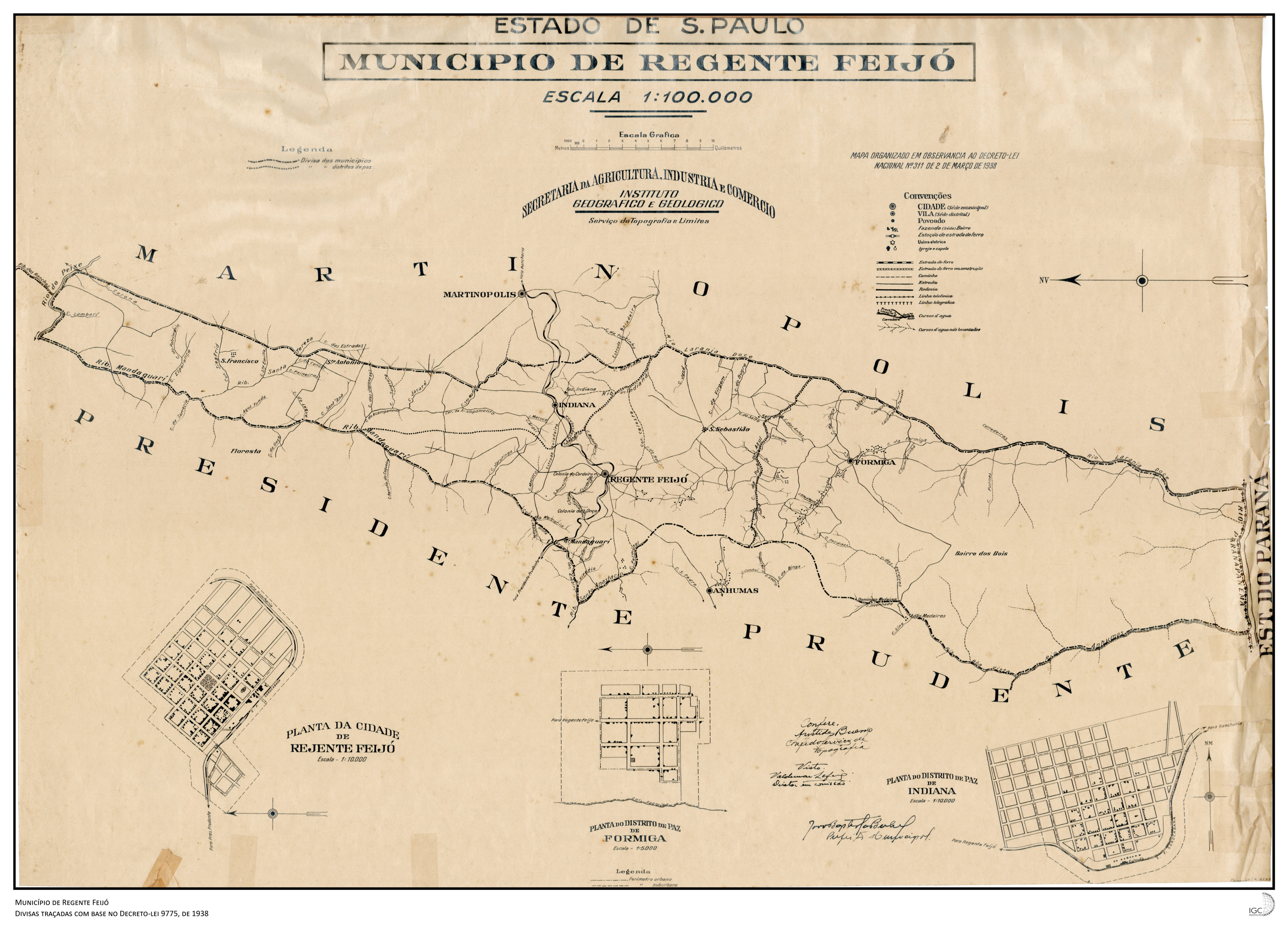
Mapa de Regente Feijó, após a emancipação de Martinópolis (1938).

## Geografia
Localiza-se a uma latitude 22º13'17" sul e a uma longitude 51º18'10" oeste, estando a uma altitude de 504 metros. Possui uma área de 265,087 km².

### Hidrografia
- Ribeirão Laranja Doce
- Rio Mandaguari
- Rio Santo Anastácio

### Rodovias
- SP-270
- SP-425
- SP-487
- BR-374

### Ferrovias
- Linha Tronco da antiga Estrada de Ferro Sorocabana [9]

## Demografia

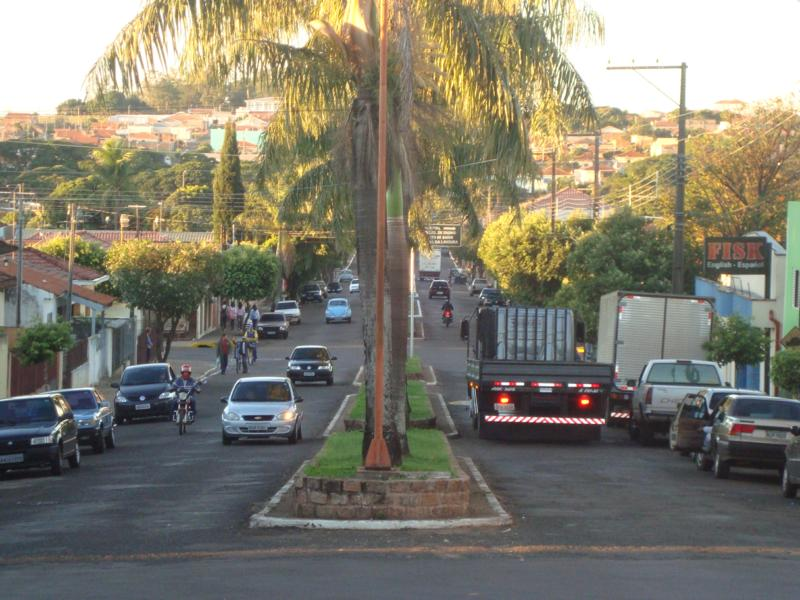
Aspecto da cidade.

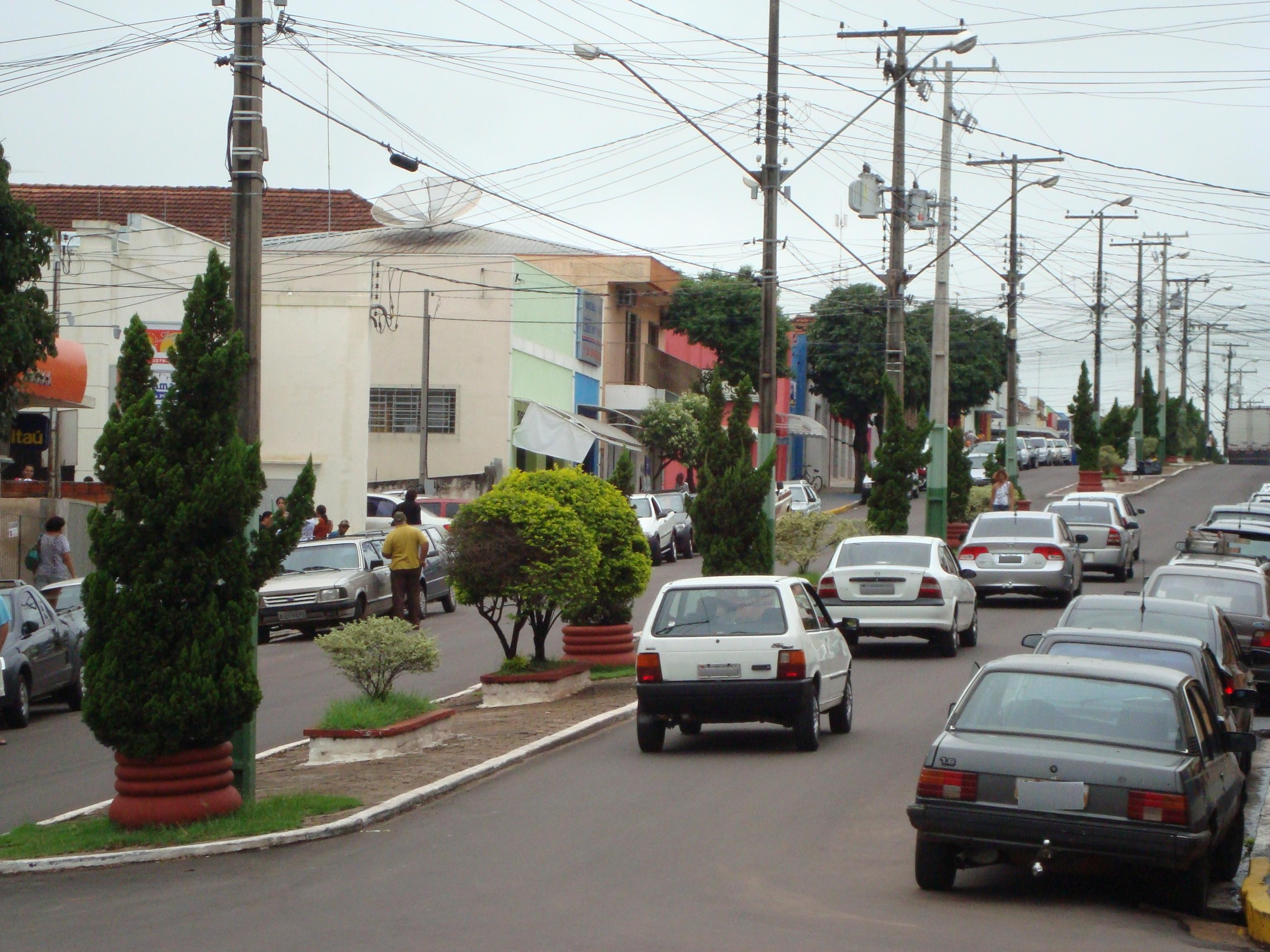
Avenida José Bonifácio.

### População
| Crescimento populacional                             | Crescimento populacional | Crescimento populacional | Crescimento populacional |
| Ano                                                  | População Total          |                          | %±                       |
| ---------------------------------------------------- | ------------------------ | ------------------------ | ------------------------ |
| 1937                                                 | 30 619                   |                          | —                        |
| 1940                                                 | 22 707                   |                          | −25,8%                   |
| 1946                                                 | 33 579                   |                          | 47,9%                    |
| 1950                                                 | 33 731                   |                          | 0,5%                     |
| 1958                                                 | 8 458                    |                          | −74,9%                   |
| 1960                                                 | 11 777                   |                          | 39,2%                    |
| 1970                                                 | 10 366                   |                          | −12,0%                   |
| 1980                                                 | 11 083                   |                          | 6,9%                     |
| 1991                                                 | 14 963                   |                          | 35,0%                    |
| 2000                                                 | 16 998                   |                          | 13,6%                    |
| 2010                                                 | 18 494                   |                          | 8,8%                     |
| 2022                                                 | 20 145                   |                          | 8,9%                     |
| Est. 2024                                            | 20 565                   | [ 10 ]                   | 2,1%                     |
| Fontes: Censos Demográficos IBGE e Estimativas SEADE |                          |                          |                          |

### Dados demográficos
Dados do Censo - 2000
População total: 16.998
- Urbana: 15.266
- Rural: 1.732
- Homens: 8.504
- Mulheres: 8.494

Densidade demográfica (hab./km²): 64,12
Mortalidade infantil até 1 ano (por mil): 12,17
Expectativa de vida (anos): 73,32
Taxa de fecundidade (filhos por mulher): 2,00
Taxa de alfabetização: 88,98%
Índice de Desenvolvimento Humano (IDH-M): 0,797
- IDH-M Renda: 0,722
- IDH-M Longevidade: 0,805
- IDH-M Educação: 0,865

(Fonte: IPEADATA)

## Política e administração

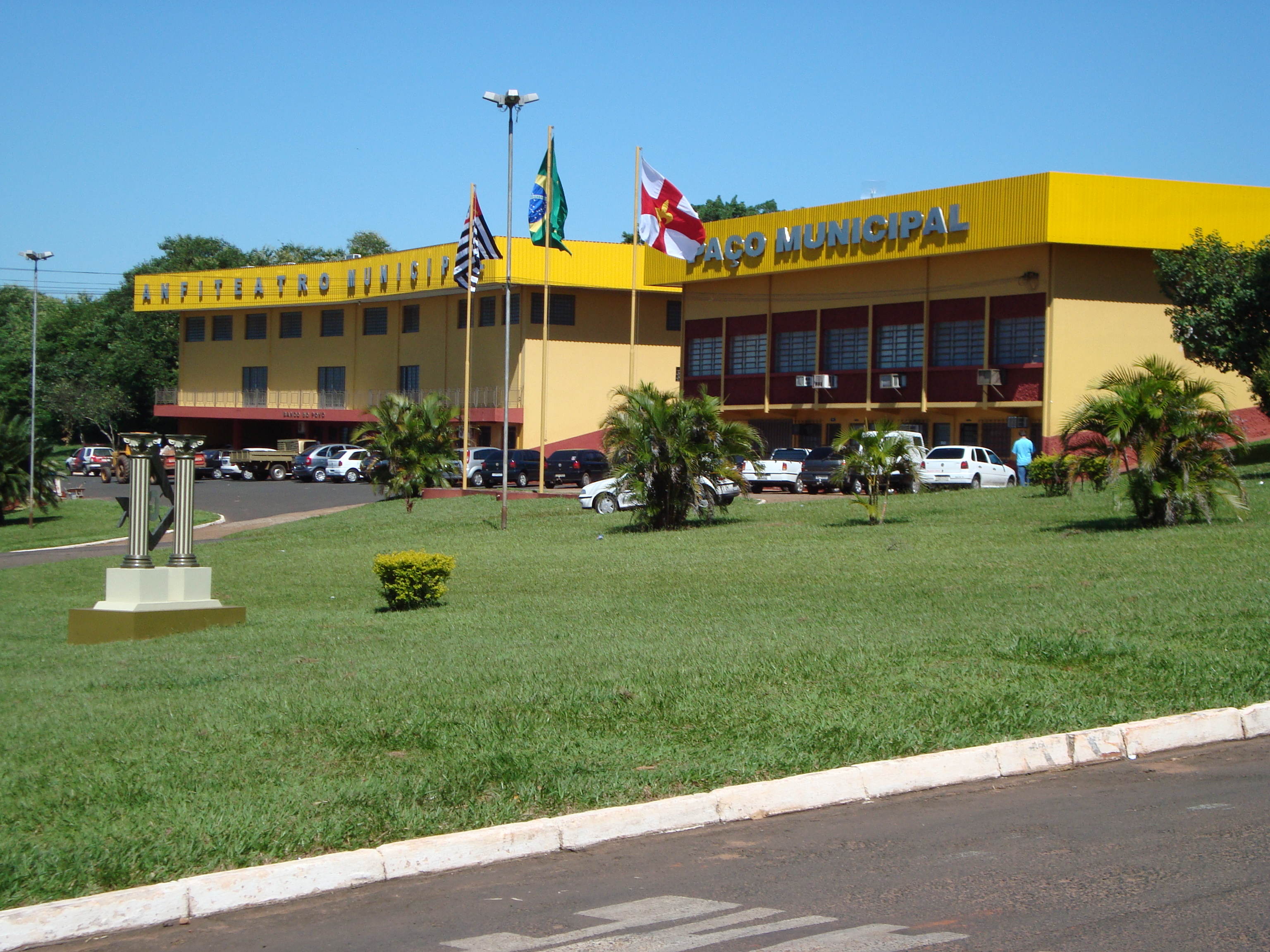
Prefeitura Municipal.

- Prefeito: Marco Antônio Pereira da Rocha (Republicanos) - (2025/2028)
- Vice-prefeito: Valdomiro Malacrida (PP)
- Presidente da Câmara: Guilherme Oliveira da Rocha (Republicanos) - (2025/2026)

### Galeria de prefeitos
- Augusto César Alonso Pires (12 de Dezembro de 1935 a 31 de Outubro de 1936)
- José Firmino O. Lima (1 de Novembro de 1936 a 20 de Agosto de 1938)
- João Batista Berbet (21 de Agosto de 1938 a 30 de setembro de 1945)
- Nelson Peterline (1 de Outubro de 1945 a 26 de Março de 1947)
- Guerrino Pivari (27 de Março de 1947 a 30 de Janeiro de 1952)
- Moacir Marangoni (31 de Janeiro de 1952 a 31 de Dezembro de 1955)
- José Antunes (1956 a 1959)
- Antônio Ledesma Filho (1 de Janeiro de 1960 a 31 de Janeiro de 1964)
- Kalil Macari (1 de Fevereiro de 1961 a 11 de Agosto de 1966)
- João Augusto Pires Junior (15 de Agosto de 1966 a 6 de Junho de 1967)
- Severino Batista Pereira (6 de Junho de 1967 a 31 de Janeiro de 1969)
- Mauro Berni Pressa (1 de Junho de 1969 a 31 de Janeiro de 1973)
- Severino Batista Pereira (1 de Fevereiro de 1973 a 31 de Janeiro de 1977)
- Reinaldo Albertini (1 de Fevereiro de 1977 a 31 de Janeiro de 1983)
- Lúcio Malacrida (1 de Fevereiro de 1983 a 14 de Agosto de 1988)
- Armando Sanches (15 de Agosto de 1988 a 31 de Dezembro de 1988)
- Fouad Youssef Makari (1989 a 1992)
- Reinaldo Albertini (1 de Janeiro de 1993 a 25 de julho de 1995)
- Marco Antônio Pereira da Rocha (26 de julho de 1995 a 31 de Dezembro de 1996)
- Fouad Youssef Makari (1 de Janeiro de 1997 a 10 de Novembro de 2000)
- Fausto Domingos Nascimento Junior (11 de Novembro de 2000 a 31 de Dezembro de 2000)
- Marco Antônio Pereira da Rocha (1 de janeiro de 2001 a 31 de dezembro de 2008)
- Arlindo Eduardo Fantini (1 de janeiro de 2009 a 31 de dezembro de 2012)
- Marco Antônio Pereira da Rocha (1 de janeiro de 2013 até 31 de dezembro de 2020)
- André Marcelo Zuquerato dos Santos (1 de janeiro de 2021 até 31 de dezembro de 2024)

## Infraestrutura

### Locais de destaque
- Fonte Luminosa

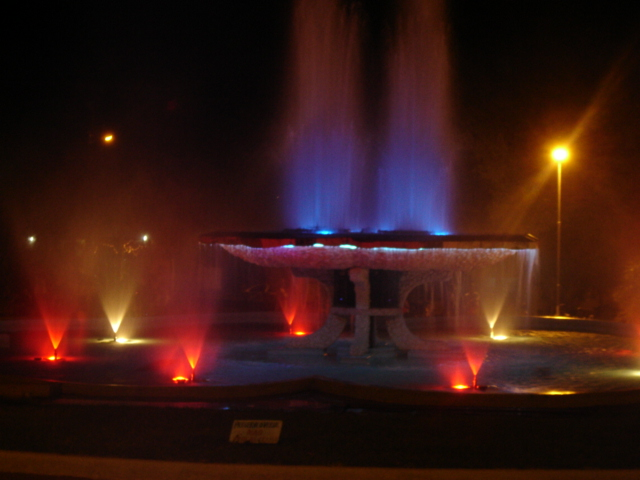
Fonte Luminosa.

- Igreja Matriz Nossa Senhora Aparecida

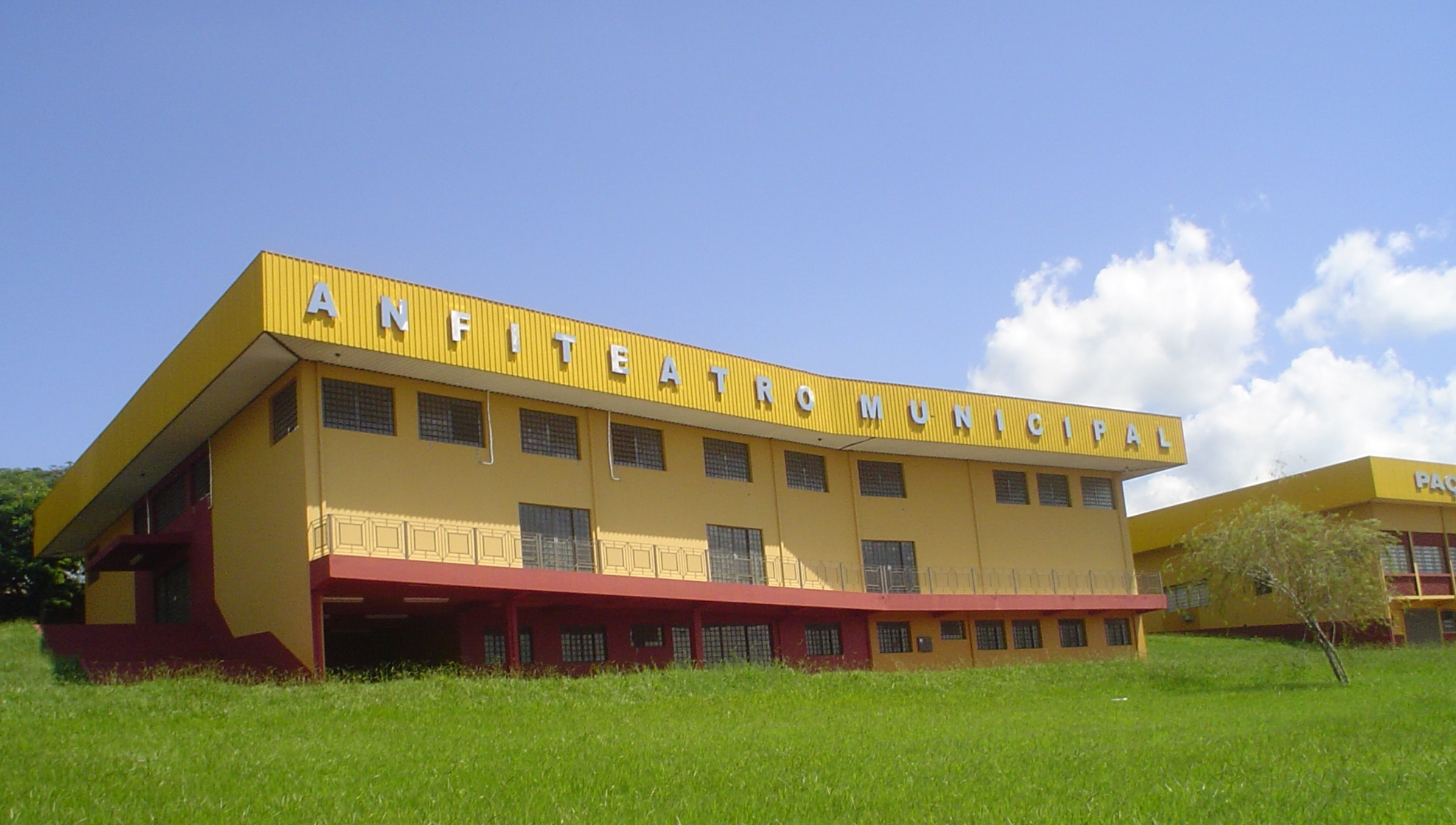
Anfiteatro Municipal.

- Praça Luiz Buzinari
- Praça dos Pioneiros
- Anfiteatro Municipal

- Centro Esportivo Zé do Prato
- Igreja São Braz
- Supermercados Estrela

### Energia
A concessionária de energia elétrica que atende o município é a Energisa Sul-Sudeste, antiga Caiuá (distribuidora do grupo Rede Energia).

### Saneamento
O serviço de abastecimento de água é feito pela Companhia de Saneamento Básico do Estado de São Paulo (SABESP).

### Comunicações
O sistema de telefones automáticos foi inaugurado na cidade em 1981 pela Telecomunicações de São Paulo (TELESP), que também implantou o sistema de discagem direta à distância (DDD) em 1981 com o código de área (0182). Anteriormente a cidade era atendida pela Empresa Telefônica Paulista.
Na década de 90 o código DDD da cidade foi alterado para (018), para padronização do sistema telefônico com a telefonia celular que estava sendo implantada em todo o estado.

## Pessoas ilustres
- Paulistas de Regente Feijó

## Religião
- 73,5% Católicos Romanos
- 20,1% Protestantes
- 1,8% Espíritas
- 0,2% Testemunhas de Jeová
- 0,3% Outras Religiosidades Cristãs
- 0,3% Espiritualistas
- 0,1% Novas Religiões Orientais
- 0,1% Budistas
- 0,2% Ateus
- 3,4% Sem Religião

Fonte IBGE

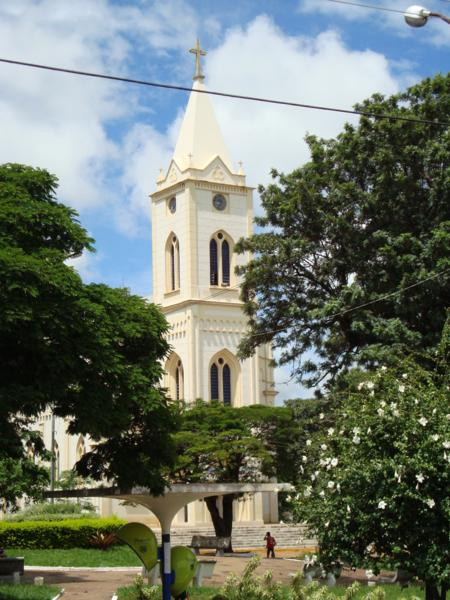
Igreja Matriz de Regente Feijó.

O Cristianismo se faz presente na cidade da seguinte forma:

### Igreja Católica
- A igreja faz parte da Diocese de Presidente Prudente.[24]

### Igrejas Evangélicas
- Assembleia de Deus Ministério do Belém.[25][26]
- Congregação Cristã no Brasil.[27]
- Igreja Presibiteriana Independente do Brasil.[28]